# 俄羅斯聯邦安全局邊防軍海巡隊
俄羅斯聯邦安全局邊防軍海巡隊（全名：、簡稱：、俄羅斯海巡隊），又称为俄罗斯联邦安全局边防局海岸警卫队，為俄羅斯邊防軍之海岸巡防隊，亦為俄罗斯边防军之一部、隸屬於俄羅斯聯邦安全局指揮管理。前稱為「俄羅斯克格勃海洋邊境巡防隊」。 俄羅斯海巡隊本身擁有強大的武裝力量。

## 訓練學校及研究機構
俄羅斯海巡學院（（页面存档备份，存于））成立於2007年，位於黑海沿岸的阿纳帕市。

## 指揮體系
歷任指揮官
- 伊若肯提·納廖托夫（俄语：Налётов, Иннокентий Иннокентьевич）海軍上將（1996年-2002年）
- 維亞切斯拉夫·瑟爾贊寧（俄语：Сержанин, Вячеслав Михайлович）海軍中將（2004年–2006年）
- 维多克·特鲁法诺夫（Труфанов, Виктор Трофимович)）大將（2006年-2011年）
- 尤里·亞烈克耶夫（Юрий Алексеев）上將（2011年-現任）

## 裝備

### 船艦
俄羅斯海巡隊艦艇如下：
- 巡防艦（FFG）：6艘（1艘備役） - 風暴海燕級護衛艦/Krivak III class
- 輕巡防艦（FFL）：12艘 - 格里莎级护卫舰（英语：Grisha-class corvette） 3艘（+1艘，已加入） 魯賓級輕巡防艦（英语：Rubin-class patrol boat）（#028）
- 近海巡邏艇：27艘  - 不同型式。
- 巡邏破冰船：6艘 - 伊凡蘇薩寧級破冰船（英语：Ivan Susanin-class icebreaker） 1艘（#183） - "" 拨格风级破冰船（英语：Purga-class icebreaker） （+1艘，已加入）
- 巡邏艇（PCF）：74艘
- 江河巡邏艇：22艘

### 飛機及直升機
- Antonov An-26
- 伊尔-76
- Mi-8直升機

## 圖片

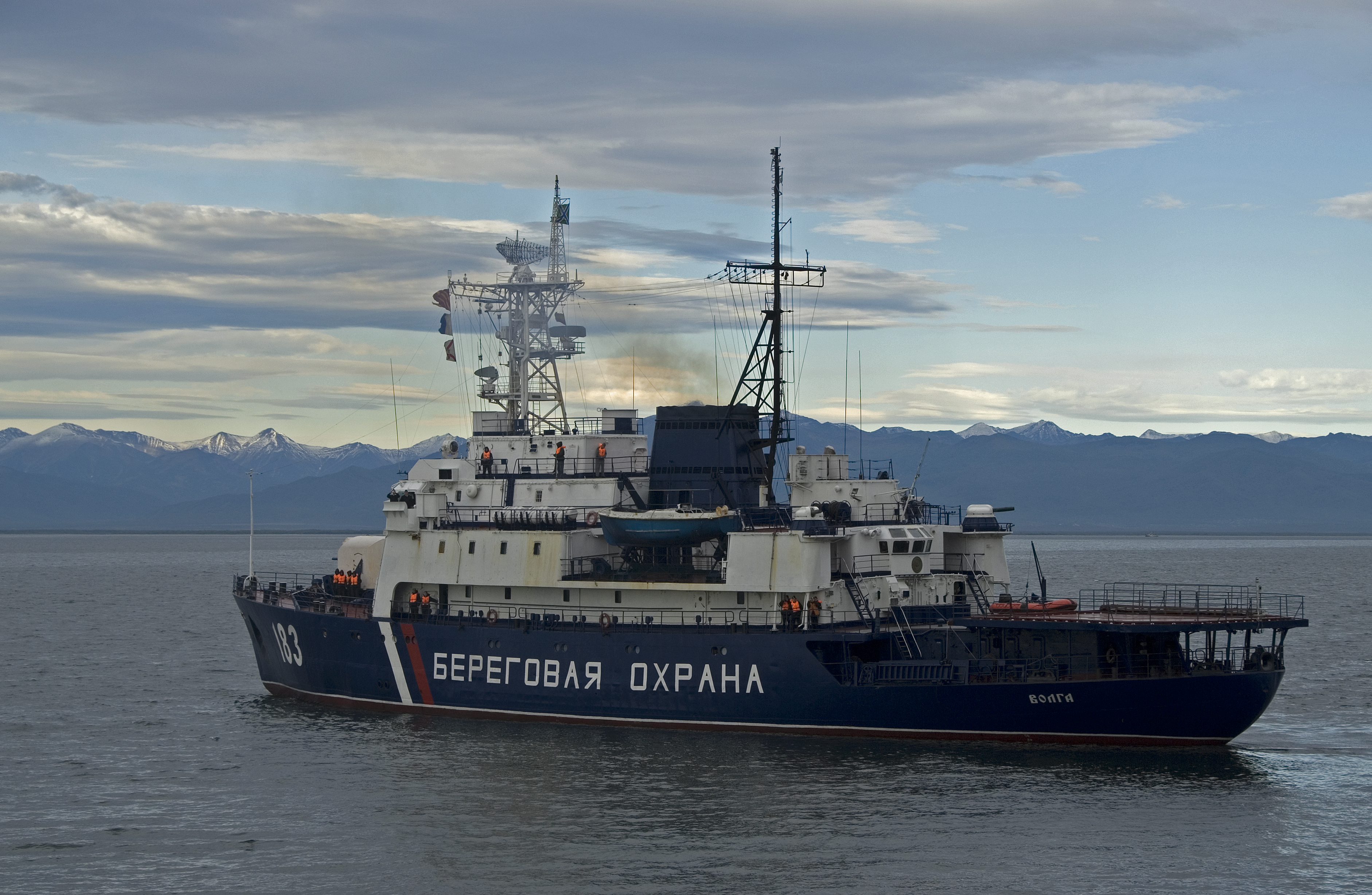
俄羅斯海巡隊伊凡蘇薩寧級破冰船級"伏爾加"(Волга)#183於2007年.
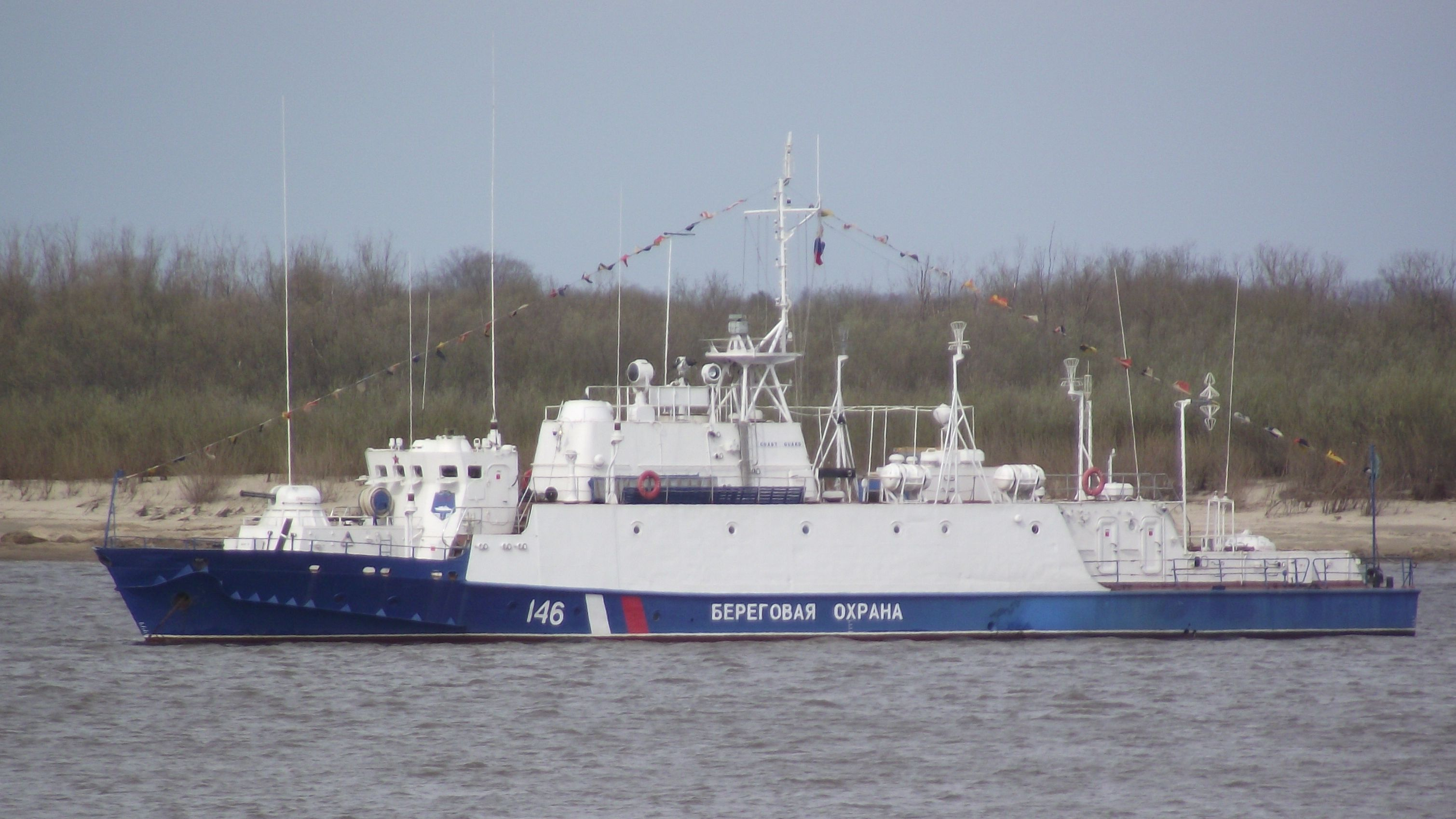
俄羅斯海巡隊艦艇#146，隸屬於位於伯力之俄羅斯黑龍江艦隊.
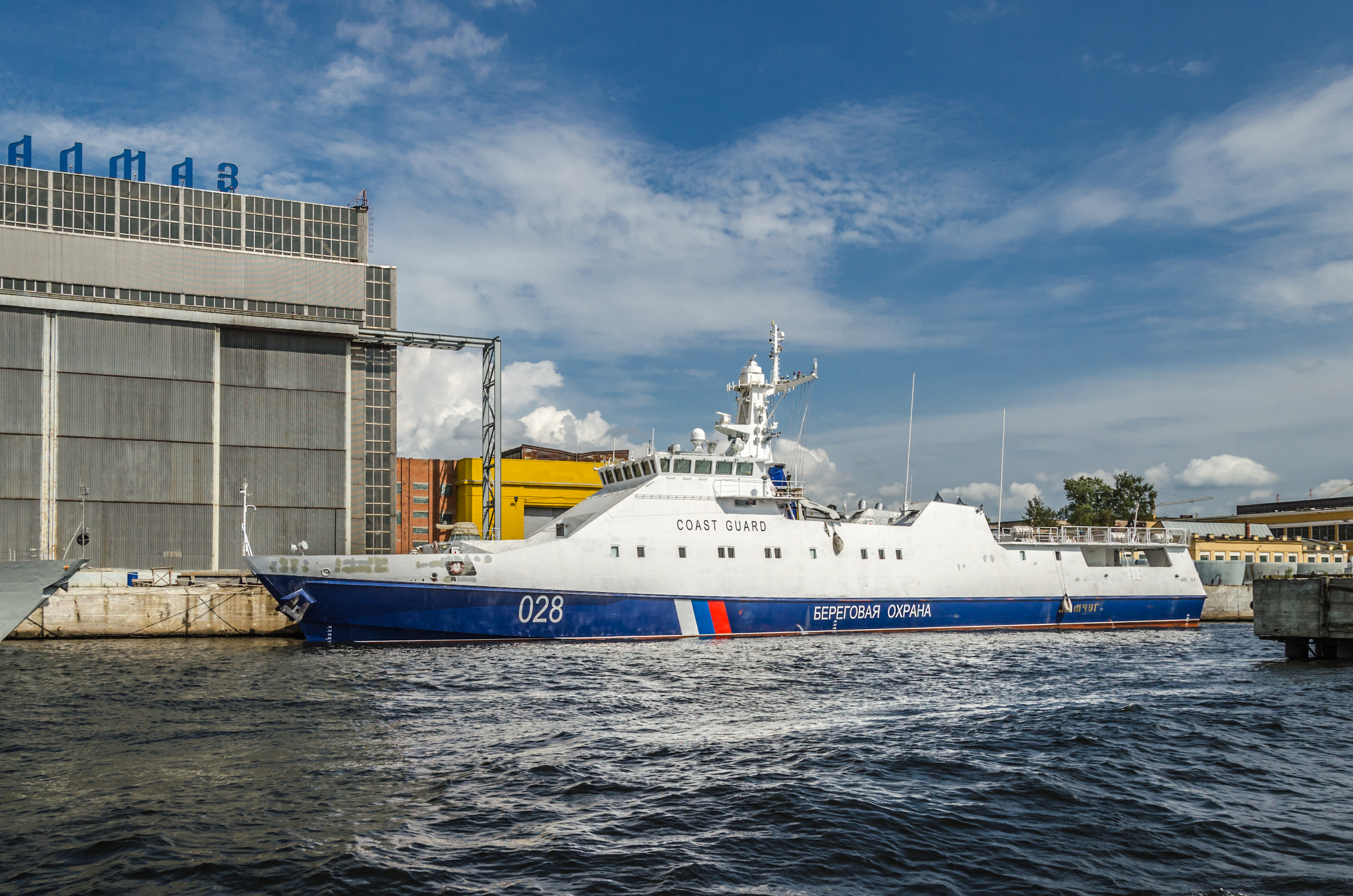
俄羅斯海巡隊魯賓級輕巡防艦#028.
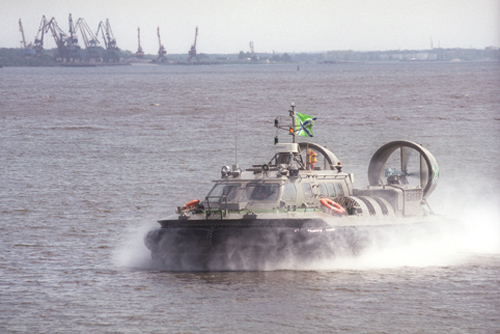
2000年5月31日，由土星科研生产联合体測試邊防人員使用的新氣墊船
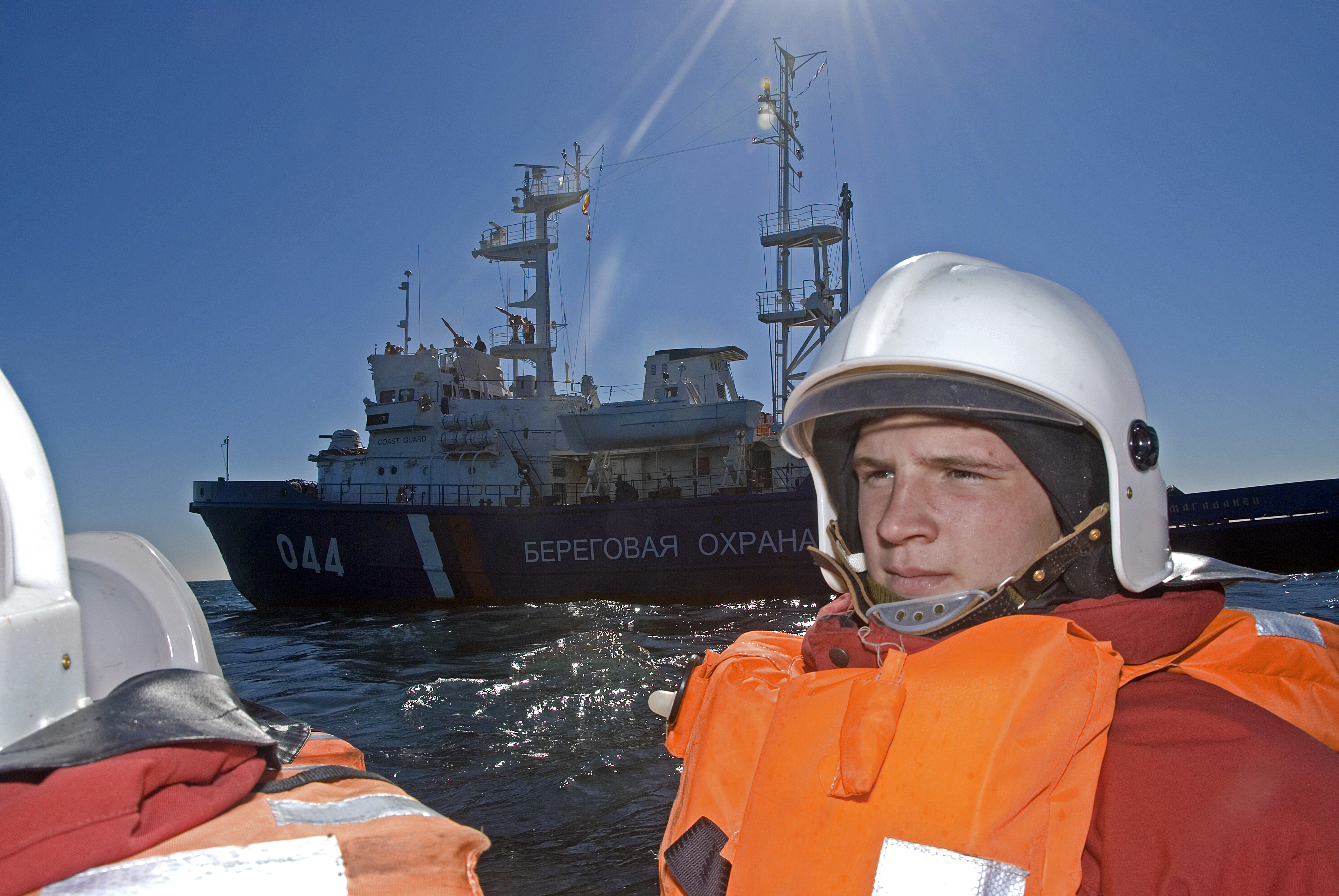
邊防軍警備艦級"馬格達涅茲"(Магаданец)#044於2007年9月21日巡航太平洋
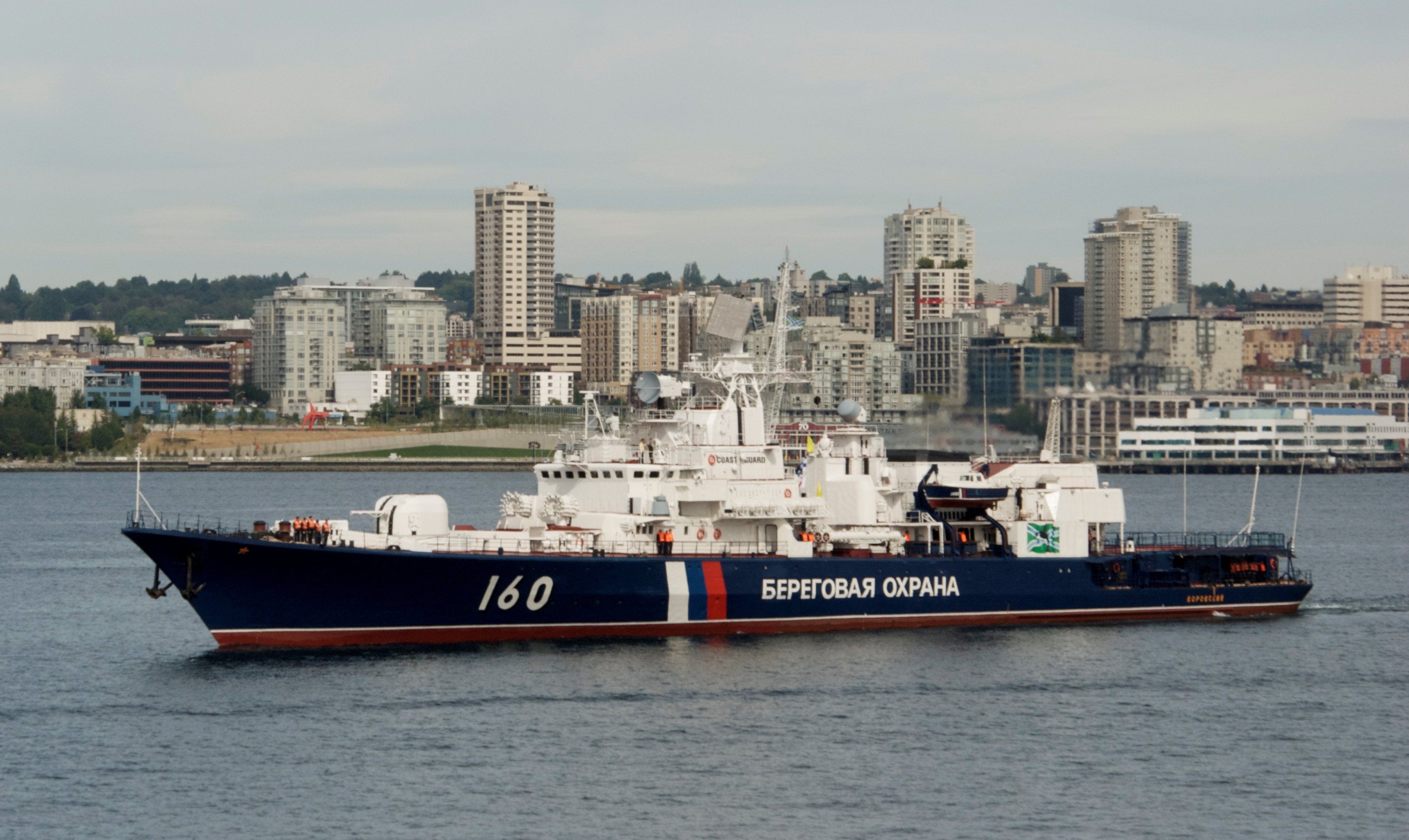
俄羅斯海巡艦"波洛夫斯基"(Воровский)#160參與"2009太平洋海巡團結演習"(Pacific Unity 2009)於2009年8月26日拜訪美國西雅圖[永久].
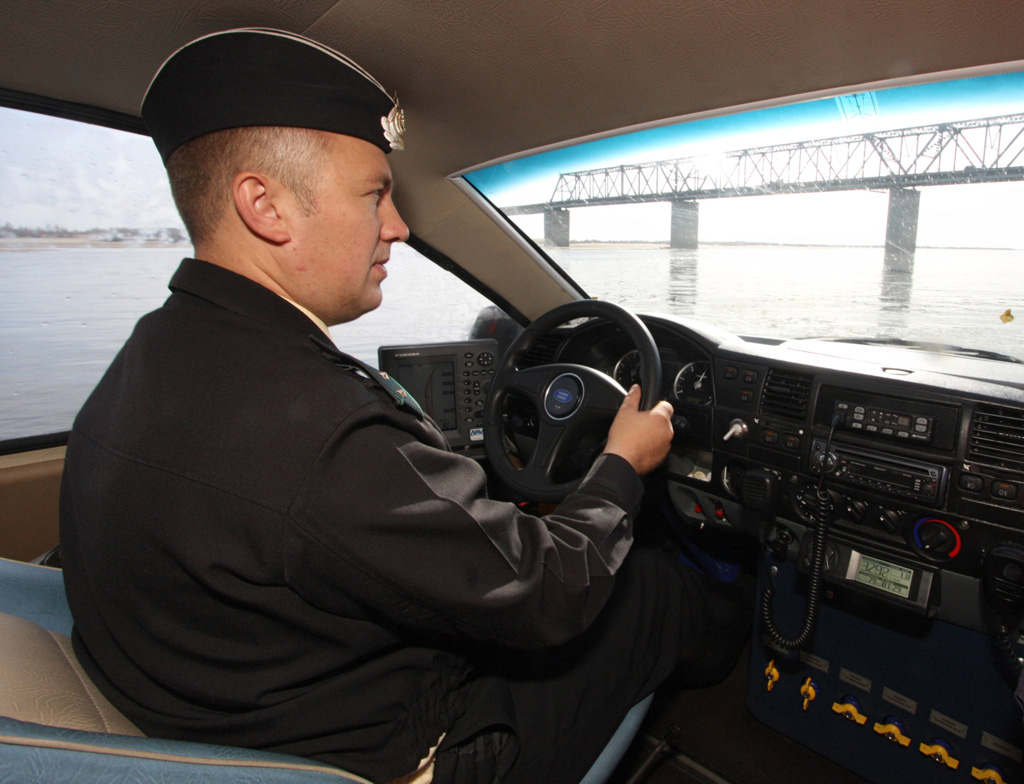
俄羅斯邊防軍海巡隊海兰泡黑龍江地區支隊的邊防艇指揮官執行勤務，2010年10月10日

## 外部連結
- World Navies Today: Maritime Units of the Russian Border Guard Forces（页面存档备份，存于）
- http://army.lv/?s=656&id=3041（页面存档备份，存于）（俄文）
- http://www.anapa.info/objects/section_6140/object_1284/（页面存档备份，存于）（俄文）
- http://www.pogranec.ru/showthread.php?p=1596038（页面存档备份，存于）（俄文）
- YouTube上的/俄羅斯海巡學院之訓練（俄文）

1. ↑  "Site: Akademik Oparin (Research Vessel)" （页面存档备份，存于）,Chp 2: Akademik Oparin (Research Vessel),August 1996; WTEC Hyper-Librarian.
2. ↑  "vladalex76 — «RV 'Akademik Oparin'.jpg» " （页面存档备份，存于）,,2012/05/24.